# Далеко від Батьківщини
«Далеко від Батьківщини» (рос. «Вдали от Родины») — український радянський героїко-пригодницький художній фільм 1960 року, режисера Олексія Швачка за романом Юрія Дольда-Михайлика «І один у полі воїн».

## Сюжет
Радянський розвідник лейтенант Гончаренко під іменем німецького барона доправлений в німецький тил дізнатись, де знаходиться секретний німецький підземний завод з виробництва нових видів озброєння. Гончаренкові вдається отримати необхідні відомості, встановити зв'язок з підпіллям і допомогти арештованому нацистами конструктору.

## У ролях
- Вадим Медведєв — Генріх фон Гольдрінг (лейтенант Гончаренко)
- Жан Мельников — Курт, помічник Гольдрінга
- Зінаїда Кірієнко — Моніка Тарваль
- Ольга Вікландт — мадам Тарваль, мати Моніки
- Михайло Козаков — гауптман Заугель
- Всеволод Аксьонов — Віллі Бертгольд
- Марія Капніст — мадам Дюваль
- Михайло Бєлоусов — Едвард Штронг, конструктор
- Агнія Єлєкоєва — Людвіна Декок
- Борис Дмуховський — майор Кубис
- Володимир Ємельянов — працівник на бензоколонці
- Анатолій Решетников — Мартін
- Віктор М'ягкий — Карл Еверс
- Сергій Петров — Гартнер
- Євген Балієв — провокатор
- Юрій Козаковський — Лемке

## Цікаві факти
- В СРСР фільм переглянули понад 40 мільйонів разів.[1]
- Коли розвідник дізнається про місце розташування заводу, то показуються кадри хроніки зі штурмовиками Іл-2, але радіус дії цих штурмовиків не дозволив би їм долетіти до заводу який розташований у Франції.[2]